# Abisara barnsi
Abisara barnsi är en fjärilsart som beskrevs av James John Joicey och Talbot 1921. Abisara barnsi ingår i släktet Abisara och familjen Riodinidae. Inga underarter finns listade i Catalogue of Life.